# Єлістратов Андрій Юрійович
Андрі́й Ю́рійович Єлістра́тов (нар. 23 жовтня 1991 — 8 серпня 2018) — старший солдат Збройних сил України, учасник російсько-української війни.

## Життєпис
Народився 1991 року в місті Рига (Латвія); з 1994-го мешкав у місті Луцьк — переїхав із родиною. Тут закінчив НВК «Загальноосвітня школа І-ІІ ступенів № 10 — професійний ліцей» та Волинський коледж Національного університету харчових технологій. Працював бухгалтером в сфері ІТ. З 2010 по 2013 рік проходив військову службу за контрактом в 30-й бригаді.
9 квітня 2014 року призваний за мобілізацією. 28 липня того ж року зазнав поранення на фронті, у 2015-му демобілізований. В березні 2016 року підписав контракт з 14-ю бригадою; старший солдат, старший розвідник.
8 серпня 2018-го загинув в передвечірню пору у районі міста Золоте внаслідок обстрілу терористами автомобіля з ПТРК (ВАЗ-2101, був переданий у частину волонтерами). Військовики зупинилися, щоб допомогти пасажирам цивільного автомобіля, що стояв посеред дороги; у цей час з боку окупованого селища Молодіжне було обстріляно військовий і цивільний автомобілі; від вибуху ракети Андрій загинув на місці, ще один боєць дістав поранення. Тоді ж було поранено мешканку Катеринівки, яка проходила поруч.
11 серпня 2018 року похований на міському кладовищі Луцька у селі Гаразджа — на Алеї почесних поховань.
Без Андрія лишились мама та брат.

## Нагороди та вшанування
- указом Президента України № 149/2019 від 18 квітня 2019 року «за особисту мужність і самовіддані дії, виявлені у захисті державного суверенітету та територіальної цілісності України, зразкового виконання військового обов'язку» — нагороджений орденом «За мужність» III ступеня (посмертно)[1]